# Peißenberg
Peißenberg är en köping (Markt) i Landkreis Weilheim-Schongau i Regierungsbezirk Oberbayern i förbundslandet Bayern i Tyskland.